# Bolinopsis elegans
Bolinopsis elegans är en kammanetart som först beskrevs av Mertens 1833.  Bolinopsis elegans ingår i släktet Bolinopsis och familjen Bolinopsidae. Inga underarter finns listade i Catalogue of Life.